# Руя (Воскресенський район)
Руя (рос. Руя) — селище в Воскресенському районі Нижньогородської області Російської Федерації.
Населення становить 71 особу. Входить до складу муніципального утворення Воздвиженська сільрада.

## Історія
Від 2009 року входить до складу муніципального утворення Воздвиженська сільрада.

## Населення
| 1999 | 2002 | 2010 |
| ---- | ---- | ---- |
| 39   | ↗83  | ↘71  |